# S-теорема Клімонтовича
S-теорема Клімонтовича дає кількісну міру для опису процесів самоорганізації в складних  нелінійних відкритих системах вдалині від рівноваги. Була сформульована в 1983—1984 роками Юрієм Клімонтовичем. Особливістю процесів самоорганізації складних нелінійних систем вдалині від рівноваги є зменшення ентропії; на відміну від рівноважних або близьких до них процесів, в яких самоорганізації відповідає максимум ентропії; або стаціонарних потоків поблизу рівноваги, для яких самоорганізації відповідає максимум ентропії і мінімум виробництва ентропії. 

## Формулювання
Ступінь самоорганізації складних нелінійних систем вдалині від рівноваги і її залежність від керуючих параметрів визначається значенням ентропії, обчисленої адекватно властивостям і кінетики цих систем. Ентропія при самоорганізації таких систем завжди зменшується.